# Poleanovo, Burgas
Polearovo (în bulgară Поляново) este un sat în Obștina Aitos, Regiunea Burgas, Bulgaria.

## Demografie
Componența etnică a satului Poleanovo
     Turci (90,83%)
     Bulgari (3,3%)
     Nicio identificare (5,85%)
     Altele (0%)
La recensământul din 2011, populația satului Poleanovo era de 393 locuitori. Din punct de vedere etnic, majoritatea locuitorilor (90,83%) erau turci, cu o minoritate de bulgari (3,3%). Pentru 5,85% din locuitori nu este cunoscută apartenența etnică.